# Ý
Ý, ý, або y з акутом — літера розширеного латинського алфавіту. Буква Y із акутом.  Викорстовується в ісландській, фарерській, туркменській, древньоісландській, валлійській, чеській, словацькій та казахській мовах; також — староскандинавській, староіспанській, астуро-леонській мовах.

## Використання
- У в'єтнамській мові — голосна [i] високого тону.
- В ісландській — довга голосна [iː]; 29-а літера ісландської абетки.
hlýr [l̥iːr̥] «теплий»
- В іспанській мові XV — XVIII ст. — звук [і][1].
Ýñigo (сучасною — Inigo)
ýbamos (сучасною — íbamos)
- У казахській мові в 2018 — 2022 рр. — [w], [ʊw], [ʏw]; замінена 2021 року на U, u.
- У російській мові — латинізоване Ы́.
býdlo «скот»
- У словацькій — довгий звук [iː] (українське и); 44-а літера словацької абетки.
veľký «великий»
rýchly «швидкий»
- У туркменській мові — приголосний /j/; на противагу Y — голосному ɯ. В старій орфографії записувалася як ¥ÿ (1993—1995), Yy (1992—1993), Йй (1940—1992), Jj (1929—1929), ﻳ (1923—1929), ی (в Ірані).
ýürek «серце»
- У фарерській — /ʊiː/
lýri /ˈlʊiːɹɪ/ «ліра»
- У чеській — довгий звук [y:] (українське и); 40-а літера чеської абетки.
velký «великий»
druhý «другий»
být «бути» / byt «побут»

## Характеристика
| Символ                      | Ý                                 | Ý                                 | ý                               | ý                               |
| --------------------------- | --------------------------------- | --------------------------------- | ------------------------------- | ------------------------------- |
| Unicode name                | LATIN CAPITAL LETTER Y WITH ACUTE | LATIN CAPITAL LETTER Y WITH ACUTE | LATIN SMALL LETTER Y WITH ACUTE | LATIN SMALL LETTER Y WITH ACUTE |
| Encodings                   | decimal                           | hex                               | decimal                         | hex                             |
| Unicode                     | 221                               | U+00DD                            | 253                             | U+00FD                          |
| UTF-8                       | 195 157                           | C3 9D                             | 195 189                         | C3 BD                           |
| Числове позначення символів | &#221;                            | &#xDD;                            | &#253;                          | &#xFD;                          |
| Named character reference   | &Yacute;                          | &Yacute;                          | &yacute;                        | &yacute;                        |